# Datum/Zeit-Gruppe
Die Datum/Zeit-Gruppe (Date Time Group, DTG) ist ein Format für Datumsangaben mit Uhrzeit in der NATO. Neben der Zusammenarbeit mit anderen Streitkräften, z. B. im Bereich der NATO, benötigt man auch innerhalb der Streitkräfte eines Landes eine einheitliche Kommunikationsweise, um Missverständnisse zu vermeiden. Ebenfalls wird sie im Katastrophenschutz verwendet.

## Aufbau
Eine Date Time Group setzt sich aus einer Folge von acht Ziffern und vier Buchstaben zusammen.
Dabei beschreiben die ersten beiden Ziffern den Tag, die folgenden vier Ziffern die Uhrzeit in der 24-Stunden-Zählung, darauf folgt ein Buchstabe, der die Zeitzone angibt. Nach der Zeitzone, wird – eingebettet in zwei Leerzeichen – der Monat durch eine einheitliche Abkürzung bestehend aus drei Buchstaben angegeben und zum Schluss folgt optional die Angabe des Jahres in Form von zwei Ziffern. Bei allen Angaben wird auf Trennzeichen wie den Punkt oder den Doppelpunkt verzichtet. Zur besseren Lesbarkeit ist es jedoch nicht unüblich, die Segmente teilweise oder vollständig mit Leerzeichen zu trennen.
Zu beachten ist, dass Tag und Jahr immer zweistellig angegeben werden.

### Beispiel
Die DTG 031732B jul 04 wird folgendermaßen interpretiert:
Da vom letzten Sonntag im März bis zum letzten Sonntag im Oktober Sommerzeit vorgeschrieben ist, muss es bei einer DTG mit Standort Deutschland B heißen; während der Normalzeit, etwa im Januar, heißt es bei Bezug zum Standort Deutschland A, z. B. 031732A jan 04.

### Monatsangaben
Die Monatsangabe erfolgt als englische 3-Lettern-Abkürzung wie folgt.
| Deutsch | Englisch | Abkürzung |           | Deutsch   | Englisch | Abkürzung |
| Januar  | January  | jan       | Juli      | July      | jul      |           |
| Februar | February | feb       | August    | August    | aug      |           |
| März    | March    | mar       | September | September | sep      |           |
| April   | April    | apr       | Oktober   | October   | oct      |           |
| Mai     | May      | may       | November  | November  | nov      |           |
| Juni    | June     | jun       | Dezember  | December  | dec      |           |

### Zeitzonen
Innerhalb der Streitkräfte eines Landes gilt bei nationalen Übungen/Vorhaben die landestypische Zeitzone, z. B. für die Bundeswehr die Zeitzone Alfa, wobei zu beachten ist, dass es sich hierbei ganzjährig um die Mitteleuropäische Normalzeit handelt, während die mitteleuropäische Sommerzeit der Zeitzone Bravo entspricht. Arbeiten verschiedene Streitkräfte in einer multinationalen Übung zusammen, gilt es eine andere für alle gültige Zeitzone zu bestimmen. Im Bereich der NATO ist dies die Zeitzone Zulu (Koordinierte Weltzeit, UTC).
Beispiele: Der 3. Juli 2004 um 17:32 Uhr in Deutschland ist 15:32 Uhr UTC, die DTG lautet 031532Z jul 04. Der 3. Januar 2004 um 17:32 Uhr in Deutschland ist 16:32 Uhr UTC, die DTG lautet 031632Z jan 04. Zur Umrechnung siehe UTC.
Für die militärischen Bezeichnungen der 25 Zeitzonen, deren Unterschied zu UTC ganze Stunden beträgt und im Bereich −12 h bis +12 h liegt, werden die Buchstaben des Alphabets mit Ausnahme von J verwendet. J (Juliet) bezeichnet immer die lokale Ortszeit, ist also nicht eindeutig. In östlicher Richtung vom Nullmeridian mit der Zeitzone Z (Zulu, UTC±0 h) werden die Zeitzonen mit den Buchstaben A (Alfa, UTC+1 h) bis M (Mike, UTC+12 h) bezeichnet, in westlicher Richtung mit N (November, UTC-1 h) bis Y (Yankee, UTC-12 h). Für Zeitzonen, die ungerade Vielfache einer halben Stunde von UTC abweichen, wird an den Buchstaben der näher am Nullmeridian liegenden Zeitzone ein Sternchen angehängt, bei einem Abstand von 45 Minuten eine Raute. Beispiele sind Neufundland in der Zeitzone P* (UTC-03:30) oder Afghanistan in der Zeitzone D* (UTC+04:30).
Ausnahmen bilden die M-Zeitzonen, die mehr als 12 Stunden Abstand zu UTC aufweisen. So haben die Line Islands zwar einen Zeitunterschied von 14 Stunden zu UTC (UTC+14:00), liegen jedoch westlich der Datumsgrenze, weshalb die Zeitzone mit einem Kreuz als M† gekennzeichnet wird. Die gleiche Ausnahme betrifft die Zeitzonen M♦ (UTC+12:45, Chatham Island) und M* (UTC+13:00, Phoenixinseln und Tonga).
Festlegung der Codes für Zeitzonen:
- UTC−12: Y (z. B. Baker Island)
- UTC−11: X (American Samoa)
- UTC−10: W (Honolulu, HI)
- UTC−9: V (Juneau, AK)
- UTC−8: U (PST, Los Angeles, CA)
- UTC−7: T (MST, Denver, CO)
- UTC−6: S (CST, Dallas, TX)
- UTC−5: R (EST, New York, NY)
- UTC−4: Q (Halifax, Nova Scotia)
- UTC−3: P (Buenos Aires, Argentina)
- UTC−2: O (Godthab, Greenland)
- UTC−1: N (Azores)
- UTC±0: Z (Zulu time)
- UTC+1: A (France)
- UTC+2: B (Athens, Greece)
- UTC+3: C (Arab Standard Time, Iraq, Bahrain, Kuwait, Saudi Arabia, Yemen, Qatar)
- UTC+4: D (Used for Moscow, Russia, and Afghanistan, however, Afghanistan is technically +4:30 from UTC)
- UTC+5: E (Pakistan, Kazakhstan, Tajikistan, Uzbekistan, and Turkmenistan)
- UTC+6: F (Bangladesh)
- UTC+7: G (Thailand)
- UTC+8: H (Beijing, China)
- UTC+9: I (Tokyo, Japan)
- UTC+10: K (Brisbane, Australia)
- UTC+11: L (Sydney, Australia)
- UTC+12: M (Wellington, New Zealand)